# День фізичної культури і спорту

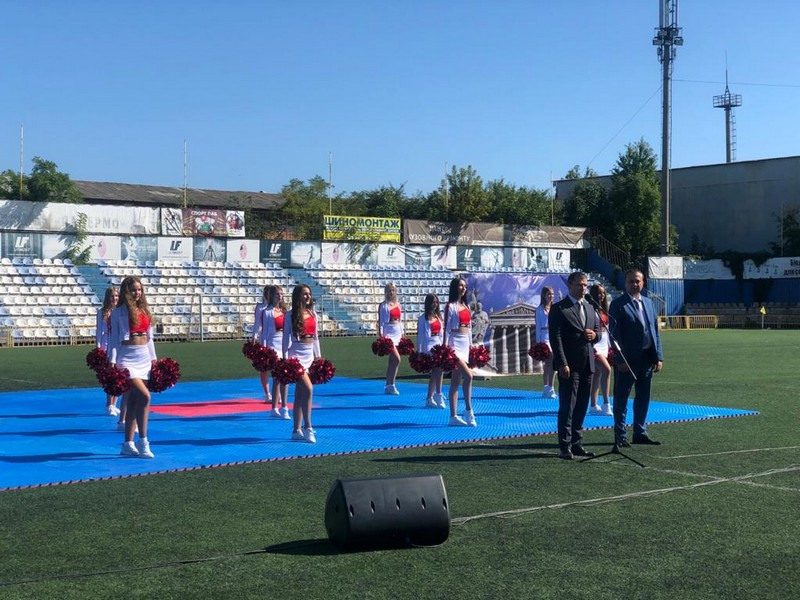
Святкування Дня фізичної культури і спорту у Вінниці, 2020 рік

День фізи́чної культу́ри і спо́рту — свято України. Відзначається щорічно у другу суботу вересня.

## Історія свята
Свято встановлено в Україні «…на підтримку ініціативи фізкультурних і спортивних організацій та об'єднань громадян…» згідно з Указом Президента України «Про День фізкультури і спорту» від 29 червня 1994 року № 340/94.

## Привітання
- Вітання Президента України Віктора Ющенка з Днем фізичної культури і спорту